# 武田梨奈
武田 梨奈（たけだ りな、1991年〈平成3年〉6月15日 - ）は、日本の女優・空手家。ソニー・ミュージックアーティスツ所属。レーベルはSME Records。

## 人物
- 神奈川県横浜市出身。血液型AB型。愛称は「リナッティー」。神奈川県立白山高等学校出身。
- 琉球少林流空手道月心会（黒帯二段）[1]。これを生かして、2014年2月から放映されたセゾンカードのCMで、頭突きによる瓦割りを披露したことで、一気に知名度を上げ、米メディアからも注目されるようになった[3]。
- 俳優の武田一馬は実弟[4][5]。
- 3人兄弟の中間子（兄と弟がいる）[6]。
- アクションを中心としながらも[7]、連続ドラマデビューした『ワカコ酒』では一人飲みに興ずるOL役、『木屋町DARUMA』では、親の借金のため性風俗店に勤務する女子高生役[8]を演じるなど、幅の広い役柄をこなしている。

## 来歴
- 6歳の時から女優を志す[9]。
- 10歳の頃、空手大会に出場した父の負ける姿を目にし、「私が父の仇をとる!!」と、一大決心をかため、空手道場に入門[1]。その後月心会、全国防具空手道連盟など、数々の大会で実績を残す。

### 正式デビューまで
- 2008年6月に、月心会の道場を訪ねてきた西冬彦に技を披露して、そのレベルの高さに驚いた西の勧めにより、映画『ハイキック・ガール!』のオーディションに参加し映画主演に決定[1]。
- 2009年、ソニー・ミュージックアーティスツ所属となる。

### 芸能活動略歴
- 2009年4月、シングルCD「ハイキックガール」で歌手デビュー。
- 2009年5月、映画『ハイキック・ガール!』で映画初主演。
- 2012年、アメリカ最大規模のジャンルムービー映画祭「Fantastic Fest」にて、最優秀主演女優賞受賞[10][11]。
- 2013年4月、ジャパンアクションアワード2013にて、ベストアクション女優賞を受賞[12][13]。
- 2014年3月、京楽ピクチャーズが創設した「第1回ニューウェーブアワード」の女優部門に選ばれ、俳優部門の東出昌大、クリエイター部門の宮藤官九郎と共に、ゆうばり国際ファンタスティック映画祭の授賞式にて表彰される[14]。
- 2014年5月、インドネシア映画にてアジアデビューを果たした。その後、タイや韓国のドラマに出演。ミャンマー映画や日米印合作映画の主演に抜擢されるなど、アジアでの活動を広げている。
- 2015年3月、東京スポーツ映画大賞にて、新人女優賞にノミネートされる[15]。
- 2015年3月、第10回大阪アジアン映画祭コンペティション部門の国際審査委員に任命される[16]。
- 2015年5月、第24回日本映画プロフェッショナル大賞にて、新進女優賞を受賞[17]。
- 2015年、映画情報誌「DVD&ブルーレイ vision」にて、自身初となる連載をもつ。
- 2015年8月、伊賀の國忍者映画祭2015にて、くノ一賞を受賞[18]。
- 2015年9月、ロサンゼルス日本映画祭で最優秀主演女優賞を受賞[19]。
- 2015年9月、カリフォルニア州知事より感謝状を受賞。
- 2016年9月、神奈川県とクレディセゾンの「永久不滅動物愛護アンバサダー」に就任[20]。その後、第4回 One Love Award Of The Year 2016[21]を受賞。
- 2017年3月2日、「ゆうばり国際映画祭」コンペティション部門にて歴代史上最年少で審査員に抜擢された[22]。
- 2020年3月、『いざなぎ暮れた。』の演技で、Hollywood Verge Film Awards 最優秀助演女優賞受賞。
- 2020年10月、京都国際映画祭クリエイターズ・ファクトリー映画部門の審査員を務める。
- 2021年、釜山国際映画祭のAsia Contents AwardsにてNes Comer Actressとしてノミネートされた。

## エピソード
- 武田鉄矢が好きで、尊敬している人物と語っている。小学生の時に『3年B組金八先生』を視て、鼻水を流しながら泣く人間臭い芝居など人間の本来あるべき姿を全力で表現するその姿勢に惹かれ、私もやりたいと改めて目標を確認したという[9][23]。なお、武田鉄矢とは『ワカコ酒』Season5 第6話にて初共演を果たしている。
- 2013年4月、神奈川県戸部警察署の一日警察署長に任命される[24]。その後も、神奈川県港北警察署や警視庁牛込警察署、警視庁戸塚警察署、神奈川県藤沢警察署、また東京消防庁成城消防署の一日消防署長に任命される。
- 2016年7月、愛媛県宇和島市の初代「伊達なうわじま観光大使」に任命される[25]。
- 2016年11月、山梨県都留市の「つる大使」に任命される[26]。
- 2016年2月、第88回アカデミー賞授賞式のレッドカーペット・リポーターに任命され、ロサンゼルスで独占生中継を行った。
- 2019年4月スタートの『ミラー・ツインズ』（フジテレビ系 / WOWOW）では、役作りのため髪の毛を切り、中学以来のショートカットになった[27]。

### アクション
- 目標とするアクションスターはジャッキー・チェン。父の影響で、保育園児の頃から憧れていたとのこと[23]。
- 映画『マッハ!!!!!!!!』の監督・プラッチャヤー・ピンゲーオは、武田のアクションを見学するためにタイから来日したことがある[28]。
- 映画『チョコレート・ファイター』主演のジージャー・ヤーニンと『ゴング格闘技』（イースト・プレス、2009年5月号）誌上での対談を果たした。
- 映画『ザ・レイド』のギャレス・エヴァンス監督とも交友がある[29]。
- 映画『ハイキック・ガール!』では、実際に当てる打撃映画という事情を踏まえ、空手家の父親がエキストラとして飛び入り出演したほか、弟とともに出演した。また『KG カラテガール』のアクション稽古中に腕を骨折している[30]。その後も、アクションシーンの撮影中に脳震盪や[31]、失明寸前の怪我をしている[32]。このように怪我の遍歴が多く、同じ女性空手家の植草歩からも壮絶と思われるほどの怪我もしている[33]。
- 『アベンジャーズ』のジョス・ウェドン監督は『ハイキック・ガール!』のファンであり、「とにかくサイコー！大好きだよ」とインタビューで答えている。
- ドラマ24『ここが噂のエル・パラシオ』で、女子プロレス団体スターダムの所属選手や全日本プロレスの武藤敬司などのプロレスラーと共演した縁で、2011年12月11日に全日本プロレスの興行『ファン感謝デー』（後楽園ホール）でプロレスの試合に出場した。試合では武藤・愛川ゆず季と組み、カズ・ハヤシ・高橋奈苗・夏樹☆たいよう組と対戦し、勝利をおさめた[34]。
- 映画『ボクはボク、クジラはクジラで、泳いでいる。』では、泳げないながらクジラの飼育員役のオファーを受け、撮影の1か月前から「鬼のようなトレーニング」で泳ぎをマスターし、クジラショーの場面でのクジラに乗るサーフィンも吹き替えなしで演じきった[35]。
- 香港の日刊英字新聞サウスチャイナ・モーニング・ポストが「アジアのアクションスター10人」を発表。映画ジャーナリストのジェームズ・マーシュ氏は「アジアのアクション分野で新たに登場した全ての女優の中で、将来を約束されている、この日本映画女優ほどの才能と若々しい活気を主張できる人はほとんどいない。6月上旬に30歳になったばかりの武田の未来は実に明るい」と述べた。

## 主な出演

### 映画
- こわい童謡 表の章（2007年7月7日） - 羽田成美 役
- ハイキック・ガール!（英題: HIGH KICK GIRL!、2009年5月30日公開） - 主演・土屋圭 役
- 少女戦士伝シオン（2010年8月20日公開） - アザミ 役
- KG カラテガール（英題: Karate Girl、2011年2月5日） - 主演・紅彩夏 役
- 女忍 KUNOICHI（英題: THE KUNOICHI、2011年3月19日） - 主演・如月 役
- アベックパンチ（2011年6月18日） - エツ 役
- アフロ田中（2012年2月18日） - 近藤さん 役
- デッド寿司（2013年1月19日） - 主演・ケイコ 役[36]
- ヌイグルマーZ（2014年1月25日） - ヌイグルマー 役 / キル・ビリー 役[37]
- 祖谷物語 おくのひと（2014年2月15日） - 主演・春菜 役
- リュウグウノツカイ（2014年8月3日） - 主演・本木幸江 役[注 1]
- BUSHIDO SPIRIT（2014年5月海外公開、インドネシア映画） - NAOMI 役
- 少女は異世界で戦った（2014年9月27日） - 主演・レイ 役[38]
- 夜があけたら（2014年10月25日） - 主演・北村栞 役[39]
- 原宿デニール（2015年5月16日） - 主演・横山マイ 役[40]
- ライアの祈り（2015年6月13日） - 宮内桜 役[41]
- 進撃の巨人 - リル 役[42]
  - 進撃の巨人 ATTACK ON TITAN（2015年8月1日）
  - 進撃の巨人 ATTACK ON TITAN エンド オブ ザ ワールド（2015年9月19日）
- TOKYO CITY GIRL「KOENJI 夢の寿命」（2015年9月5日） - 主演[43]
- 木屋町DARUMA（2015年10月3日） - 新井友里 役[44]
- かぐらめ（2015年10月24日） - 主演・菊池秋音 役[45]
- DRAGON BLACK（2015年12月19日） - 古内桃子 役[46]
- ドクムシ（2016年4月9日[注 2]） - 主演・アカネ 役[48]（村井良大とW主演）
- 海すずめ（2016年7月2日） - 主演・村上雀 役[49][50][51]
- ドラゴンガールズ（2017年公開、フランス、ドキュメンタリー映画）[52]
- RE:BORN（2017年8月12日） - 大人サチ 役（声の出演） / ナレーション[53]
- Yangon Runway（2018年公開、ミャンマー合作映画） - 主演
- 三十路女はロマンチックな夢を見るか?（2018年3月31日公開） - 主演・那奈 役[54]
- 世界でいちばん長い写真[55]（2018年6月23日） - 温子 役[56][57]
- 殺る女（2018年10月27日公開） - 由乃 役
- ボクはボク、クジラはクジラで、泳いでいる。（2018年10月12日和歌山県先行公開・11月3日全国公開） - 白石唯 役[35][58]
- いざなぎ暮れた。（2020年2月21日から島根・松江東宝5で先行公開、3月20日から東京・テアトル新宿で劇場公開[注 3]） - 主演・ノリコ 役（毎熊克哉とのダブル主演）[59]
- ナポレオンと私（2021年7月2日公開）‐ 主演
- 吾輩は猫である！（2021年12月3日公開、ヒューマントラストシネマ渋谷、笠木望監督） - 主演[60]
- MIRRORLIAR FILMS Season2『The Little Star』（2022年2月18日公開）[61]
- Sexual Drive「背油大蒜増々」（2022年4月29日公開、監督：吉田浩太）- 桃花 役
- ジャパニーズ スタイル Japanese Style（2022年12月23日公開、監督：アベラヒデノブ）- 主演＆企画[62]
- 尾かしら付き。（2023年8月18日公開） - 樋山那智（大人） 役[63]
- 室町無頼（2025年1月17日公開）超煕役
- Chameleon（2025年公開予定、フィリピン映画　監督：ブリランテ・メンドーサ）ヒロイン役
- Shambhala-シャンバラ-（2025年公開予定、日米印合作映画） - 主演
- 重慶大厦（公開未定、香港映画）

### テレビドラマ
- 古代少女隊ドグーンV（2010年10月 - 12月、MBS） - ドロちゃん 役
- IS（アイエス）〜男でも女でもない性〜（2011年7月 - 9月、テレビ東京） - 宇佐美はじめ 役
- ここが噂のエル・パラシオ（2011年10月 - 12月、テレビ東京） - 如月冴江 役
- 黒い報告書 男と女の事件ファイル（BSジャパン） - 中川鈴香 役
  - I「孤独」第一の報告書・第二の報告書（2012年6月9日）
  - II「仮面」第三の報告書・第四の報告書（2012年12月8日）
  - III「誤解」第五の報告書・第六の報告書（2013年7月6日）
- バトルキャッツ（2013年2月9日 - 、NHKワンセグ2） - 主演・赤城レン 役
- スナックセゾン（2014年、クレディセゾンの専用ページ）
- 進撃の巨人 ATTACK ON TITAN 反撃の狼煙 第3話「自由への旅立ち」（2015年夏 - 、dTV） - 主演・リル 役[64]
- ワカコ酒（2015年1月8日 - 3月26日、BSジャパン・テレビ東京ほか） - 主演・村崎ワカコ 役[65]
  - ワカコ酒 Season2（2016年1月8日 - 3月25日）[66]
  - ワカコ酒 Season3（2017年4月7日 - 6月23日）[67]
  - ワカコ酒 Season4（2019年1月7日 - 3月25日）[68]
  - ワカコ酒 Season5（2020年4月7日 - 6月23日）[69]
  - ワカコ酒 SP 飛騨酒蔵めぐり（2020年12月29日・12月30日）
  - ワカコ酒 Season6（2022年1月10日 - 3月29日）[70]
  - ワカコ酒 Season7（2023年7月4日 - 9月19日）[71]
  - ワカコ酒 Season8（2025年1月9日 - 3月27日）[72]
  - ワカコ酒 Season9（2025年10月2日〈予定〉 - ）[73]
- 番組バカリズム（2015年3月、NHK BSプレミアム） - 烈火 役
- PANIC IN 第2話（2015年5月、BSスカパー!） - 佐仁井真鈴 役
- インテリワードBAR 見えざるピンクのユニコーン（2015年5月、BSジャパン） - ルカ 役
- Devil Lover ダイソー14話（2015年 - 、タイのドラマ） - ゲスト出演
- 婚活刑事 第9話（2015年8月27日、読売テレビ） - ヒナコ 役
- ほんとにあった怖い話 夏の特別編2015 「嵐の中の通報」（2015年8月29日、フジテレビ）
- 私に乾杯〜ヨジュの酒 第1話（2015年12月10日、UMAX＆O'live） - 村崎ワカコ 役（友情出演）[74]
- 相棒 Season14 元日スペシャル「英雄」（2016年1月1日、テレビ朝日） - 植村明梨 役
- 重版出来!（2016年4月 - 6月、TBS） - 沙羅 役
- ドクターカー 第6話（2016年5月19日、読売テレビ） - 柏原瑠依 役
- 火花 第8話（2016年6月3日、Netflix） - 焼き鳥屋の店員 役
- 侠飯〜おとこめし〜 第4話（2016年8月5日、テレビ東京） - 一日警察署長 役（特別出演）
- 赤かぶ検事奮戦記（TBS） - 柊葉子 役
  - 第6作 京都祇園おんな殺人事件（2016年11月28日）[75]
  - 第7作 3億宝くじ強盗殺人事件!（2017年11月13日）
- ドラマスペシャル「ヘヤチョウ」（2017年12月17日、テレビ朝日） - 辻本美紀 役[76]
- 再捜査刑事・片岡悠介 第11作（2018年5月27日、テレビ朝日） - 沢木飛鳥 役[77]
- オトナの土ドラ「ミラー・ツインズ」Season1（2019年4月6日 - 5月25日 、東海テレビ） - 久能詩織 役[78]
- ボイス 110緊急指令室 『CALL BACK』（2019年9月18日配信開始、Hulu） - 上岡由美 役
- 地獄のガールフレンド（2019年10月25日配信開始、FOD・フジテレビ） - 首藤悠里 役[79]
- スポットライト 第12話（最終回）「the wrong goodbye」（2020年9月22日、東京メトロポリタンテレビジョン） - 主演・月子役[80]
- 小河ドラマ 徳川☆家康（2021年4月1日 - 22日、関西テレビ） - ヒロイン・棚沢 役[81]
- 鉄道捜査官19（2021年8月2日、テレビ朝日） - 楠木香織 役
- 封刃師 第3話・第4話（2022年1月30日・2月6日、ABCテレビ） - 神代弓美 役[82]
- 妖怪シェアハウス-帰ってきたん怪- 第3話・第4話・第7話（2022年4月23日・30日・5月21日、テレビ朝日） - 絡新婦（じょろうぐも） / 小暮梢 役[83]
- しろめし修行僧 第12話（2022年6月25日、テレビ東京） - 榎本茉奈 役[84]
- 君が好き.mp4（2023年7月、Abema）
- 買われた男 第9話・最終話（2024年6月13日・20日、テレビ大阪） - 佐藤綾花 役[85]
- 打天下2（中国語版）（2024年4月15日 - 5月10日、香港・ViuTV） - 主演・如月沙織 役
- 連続テレビ小説 虎に翼 第61回 -（2024年6月24日 - 、NHK） - 元山すみれ 役[86]
- 民王R 第7話（2024年12月3日、テレビ朝日） - 月本茜 役[87]
- MADDER その事件、ワタシが犯人です（2025年4月11日 - 6月13日、関西テレビ・フジテレビ） - 梶谷美和 役[88]

### 舞台
- 東日本大震災復興支援公演 新・七夕伝説「煌星★天女」（2012年3月2日、シアターグリーン） - ゲスト出演
- ラヴ・レターズ（2015年10月31日、パルコ劇場） - ヒロイン

### CM
- 大塚ベバレジ（現：大塚食品）『ビタミン炭酸 MATCH』（2009年）
- スカパー映画部！（2010年9月）
- ライフネット生命保険 『威格闘技』（2011年6月）
- 農林中央金庫 『2012国際協同組合年』（2012年10月6日）
- クレディセゾン（2014年2月）
  - 「頭は使いよう。カードも使いよう。」篇（2014年2月）
  - 「1ポイントに アイがある」篇（2015年1月）
  - 「進撃のセゾン」篇（2015年8月）
  - 「一緒なら、きっと、うまく行くさ……行くさ。」篇（2016年6月）
- 花王 『フレア フレグランス』「ヒーリングオアシスの香り」篇、「恋の予感」篇（2014年6月）
- グンゼ『SABRINA（サブリナ）』（2018年1月）
  - グンゼが発売した美脚ストッキング（2018年1月）[89]
- 佐賀県上峰町 （2020年12月1日）[90][91]

### 広告
- 全国労働衛生週間2015のイメージキャラクターを務める。
- 日野自動車 - 東京モーターショー2015のブースと特設サイトに登場[92][93]
- 東京二八そば（2020年度ブランドアンバサダー就任）

### ミュージックビデオ
- UNCHAIN 3rdアルバム「Hello, Young Souls!!」収録曲「Super Collider」（2010年）
- パスピエ／2ndアルバム「ONOMIMONO」収録曲「デモクラシークレット」（2012年）
- 関ジャニ∞ アルバム「JUKE BOX」通常盤収録曲。村上・丸山・錦戸ユニット曲「ビースト」（2013年　Blu-ray「KANJANI∞ LIVE TOUR JUKE BOX」特典映像に収録。初回限定盤DVDにメイキング出演）
- J-BRO「Come Into My Life」（2014年）
- VOICES「VOICE」（2015年11月20日） 配信専用ミュージックビデオ（監督：樋口真嗣、アクション監督：谷垣健治）
- ゆるめるモ！ 配信シングル「ネバギバ酔拳」（2018年10月10日）
- チャラン・ポ・ランタン「ほしいもの」（2018年）
- myeahns「ビビ」（2021年）
- グソクムズ「ガーリーボーイ」（2024年）

### Web配信
- 田中圭24時間テレビ（2018年12月15日 - 16日、AbemaSPECIAL2） - 田中圭の妹・歩美 役[94]

### テレビ番組
- CONTACT CAFE C（2011年10月、メ〜テレ） - 月間MCとして出演
- 第88回アカデミー賞 ノミネーション速報（2016年1月14日、WOWOW） - 現地リポート[95]
- 生中継!第88回アカデミー賞授賞式（2016年2月29日、WOWOW） - レッドカーペット・ナビゲーター[95]
- 『にっぽん百低山』酒場詩人の吉田類が全国の低山を訪ねて・・・。-「六甲山最高峰・兵庫」 (2022年3月18日 NHK BSプレミアム、 2022年6月1日NHK総合)https://www.nhk.jp/p/ts/NLKZP1Q6Y7/episode/te/3KG419M6X5/
- 『にっぽん百低山』酒場詩人の吉田類が全国の低山を訪ねて・・・。- 「再度山・兵庫」(2023年1月4日、NHK総合)
- バスVS鉄道乗り継ぎ対決旅16「北の大地で鬼軍曹が大号泣SP」（2023年7月26日、テレビ東京）- バスチーム

### ラジオ番組
- 武田梨奈のこだわりな時間 (2021年6月 - 2022年9月24日、ラジオ関西・ラジオNIKKEI第1)[96][97][98]
- FMシアター 「乾杯ワインは 時を超えて」（2022年12月3日、NHK-FM） - 主演・マイ 役[99][100]

## ディスコグラフィ
Maxiシングル
- ハイキックガール（2009年5月27日、エスエムイーレコーズ、SECL-775）

## 映像作品
DVD
- AngelRina -アンジェリーナ-（2011年1月21日、東映ビデオ、DFTD-3300）

## カレンダー
- 武田梨奈 2016年 カレンダー（トライエックス）[101]

## 受賞歴
- ファンタスティック・フェスト2012 ガットバスターコメディ部門 主演女優賞 -『デッド寿司』[10][11]
- ジャパンアクションアワード2013 ベストアクション女優 最優秀賞（2013年）-『デッド寿司』[2][102][103]
- ゆうばり国際ファンタスティック映画祭2014 京楽ピクチャーズ PRESENTS ニューウェーブアワード[14]
- 第24回日本映画プロフェッショナル大賞 新進女優賞（2015年）-『祖谷物語 おくのひと』[17]
- ジャパンアクションアワード2016 ベストアクション女優賞 優秀賞（2016年）[104]
- ロサンゼルス日本映画祭 最優秀主演女優賞（2015年）-『かぐらめ』/『進撃の巨人 反撃の狼煙』第3話「自由への旅立ち」[19]
- 第4回 ONE LOVE AWARD OF THE YEAR 受賞（2016年）